# MasterChef Hrvatska (4. sezona)
MasterChef 4 je četvrta sezona kulinarskog reality showa MasterChef Hrvatska. Započela je s emitiranjem 19. rujna 2021. na programu Nove TV. Ovo je prva sezona nakon šestogodišnje stanke. Pobjednik showa je Ivan Temšić.

## O sezoni
Prve epizode prikazivale su proces audicija te kako su se snašli kandidati ispred žirija. Neki su svoj put na ovom koraku završili, dok se manji broj uspio izboriti za daljnje natjecanje.

## Žiri
Zbog dugogodišnje stanke, četvrta sezona dovela je mnoge promjene koje uključuju i promjena žirija.
Žiri je sastavljen od tri vrhunska chefa i profesionalca te oni ističu kako titulu MasterChefa zaslužuje ona osoba koja je spremna riskirati, učiti i razvijati se, onaj ili ona tko može, želi i hoće pomaknuti granice. Novi članovi su Melkior Bašić, Damir Tomljanović te Stjepan Vukadin.

### Melkior Bašić
Stažirao je u Michelin restoranima u Bordeauxu u Francuskoj. Odrastao je uz oca, uglednog chefa Silvia Belužića, a kroz dvanaestogodišnji rad u konzultantskoj tvrtki naučio je sve tajne vrhunskoga kulinarstva. Radna iskustva stjecao je u 96 kuhinja u Hrvatskoj i inozemstvu kao food consultant i instruktor za brojne klijente, vrhunske hotele i restorane.

### Damir Tomljanović
Chef je s bogatim iskustvom u domaćim i inozemnim hotelima i restoranima. Osim uspješne karijere kao chefa radi i kao konzultant za rad u ugostiteljstvu te kao profesor gastronomije u ugostiteljskim školama i na veleučilištima.

### Stjepan Vukadin
U ranoj dobi shvatio je da je kuhanje njegov životni poziv. Nakon rada u nekoliko vrhunskih restorana, 2017. postaje chef kuhinje u poznatom splitskom restoranu Zrno Soli.

## Natjecatelji 4. sezone[4]
| Kandidat             | Mjesto            | Dob | Zanimanje                            | Plasman |
| -------------------- | ----------------- | --- | ------------------------------------ | ------- |
| Ivan Temšić          | Split             | 26  | Student                              | 1       |
| Gorana Milaković     | Split             | 41  | Viši modni dizajner                  | 2       |
| Željka Bleuš         | Smokvica          | 22  | Hotelijersko turistički tehničar     | 3       |
| Zvijezdana Posavec   | Zagreb            | 33  | Studentica PMF-a                     | 4       |
| Karmen Jurčić        | Imotski, Grude    | 20  | Medicinska sestra                    | 5       |
| Tomislav Marković    | Zagreb            | 36  | bacc.oecc., voditelj ključnih kupaca | 6       |
| Roko Kulušić - Neral | Zagreb            | 23  | Student                              | 7       |
| Ana Antunović        | Zagreb / Pelješac | 34  | dipl.novinarka                       | 8       |
| Tihomir Bježančević  | Osijek            | 36  | Medicinski tehničar                  | 9       |
| Ema Baniček          | Zagreb            | 33  | Učiteljica                           | 10      |
| Frano Kekez          | Hrvace            | 33  | Učitelj matematike                   | 11      |
| Filip Pleteš         | Zagreb            | 29  | Hotelijersko turistički tehničar     | 12      |
| Vanja Agić           | Zagreb            | 21  | Student                              | 13      |
| Marija Gregurić      | Varaždin          | 46  | Poljoprivredni tehničar-somelier     | 14      |
| Maja Mandić          | Ivanić-Grad       | 18  | Učenica 3.razreda Opće gimnazije     | 15      |
| Klavdija Zubović     | Njivice           | 39  | dpl.ing.sigurnosti na radu           | 16      |
| Ana Marija Kutleša   | Zagreb            | 27  | mag.oecc., ekonomistica              | 17      |
| Marko Krznarić       | Zagreb            | 40  | Ekonomist                            | 18      |
| Igor Ivanović        | Pula              | 42  | Ekonomist                            | 19      |

## Vanjske poveznice
- Službena stranica Arhivirana inačica izvorne stranice od 2. siječnja 2023. (Wayback Machine)